# Pierre Pinard
Pour les articles homonymes, voir Pinard.
Pierre Pinard est un karatéka français surtout connu pour avoir remporté une médaille de bronze en kumite individuel masculin open aux championnats du monde de karaté 1982 et une médaille d'argent en kumite individuel masculin moins de 80 kilos aux Jeux mondiaux 1985.

## Résultats
| Résultat           | Date | Épreuve                   | Catégorie | Compétition                | Ville hôte              |
| ------------------ | ---- | ------------------------- | --------- | -------------------------- | ----------------------- |
| Médaille de bronze | 1982 | Kumite individuel open    | Seniors   | Championnats du monde 1982 | Taipei, à Taïwan        |
| Médaille d'argent  | 1983 | Kumite individuel - 75 kg | Seniors   | Championnats d'Europe 1983 | Madrid, en Espagne      |
| Médaille d'argent  | 1985 | Kumite individuel - 80 kg | Seniors   | Jeux mondiaux 1985         | Londres, au Royaume-Uni |